# باشگاه فوتبال نیویورک پانسیپریان-فریدامز
نیویورک پانسیپریان-فریدامز یک تیم فوتبال آماتور آمریکایی است که در آستوریا، نیویورک، ایالات متحده آمریکا مستقر است. این تیم که در سال ۱۹۷۴ تأسیس شد، در حال حاضر در لیگ برتر فوتبال شرق بازی می‌کند.

## افتخارات
- لیگ فوتبال کاسموپولیتان: ۹ قهرمانی
- چلنج کاپ ملی: ۳ قهرمانی